# جون كامارا
جون كامارا (بالإنجليزية: John Kamara)‏ (12 مايو 1988 بفريتاون في سيراليون - ) هو لاعب كرة قدم سيراليوني في مركز الوسط. شارك مع منتخب سيراليون لكرة القدم. أما مع النوادي، فقد لعب مع أريس تسالونيكي والتضامن صور ونادي أبولون سميرني ونادي لاميا ونادي ريغا.

## وصلات خارجية
- جون كامارا على موقع الاتحاد الدولي (مؤرشف)  (الإنجليزية)
- جون كامارا على موقع قاعدة بيانات كرة القدم.إي يو (الإنجليزية)
- جون كامارا على موقع ناشيونال فوتبول تيمز (الإنجليزية)
- جون كامارا على موقع Soccerway.com (الإنجليزية)
- جون كامارا على موقع عالم كرة القدم.نت (الإنجليزية)